# Rutherford (motor de foguete)
O Rutherford é um motor de foguete de combustível líquido projetado e desenvolvido pela Rocket Lab, uma empresa aeroespacial Norte americana / Neozelandesa. e fabricado na Califórnia. Ele usa LOX e RP-1 como propelentes e é o primeiro motor de foguete pronto para voo que utiliza o ciclo alimentado por bombas elétricas.

## Características
- Empuxo: 24 kN
- Isp: 311 s
- Massa: 35 kg